# Honda Indy 225 2005
Honda Indy 225 2005 var ett race som var den trettonde deltävlingen i IndyCar Series 2005. Racet kördes den 28 augusti på Pikes Peak International Raceway. Dan Wheldon tog sin femte seger för säsongen, och med det kunde han utöka ledningen i mästerskapet, men Sam Hornish Jr. och Tony Kanaan blev tvåa och trea, och med sina resultat så minimerade de sina skador i mästerskapet.

## Slutresultat
| Plats | Förare             | Team                     | Grid | Kvaltid |
| ----- | ------------------ | ------------------------ | ---- | ------- |
| 1     | Dan Wheldon        | Andretti Green Racing    | 11   | 20,730  |
| 2     | Sam Hornish Jr.    | Marlboro Team Penske     | 2    | 20,524  |
| 3     | Tony Kanaan        | Andretti Green Racing    | 6    | 20,646  |
| 4     | Hélio Castroneves  | Marlboro Team Penske     | 1    | 20,521  |
| 5     | Vitor Meira        | Panther Racing           | 9    | 20,709  |
| 6     | Tomáš Enge         | Panther Racing           | 7    | 20,652  |
| 7     | Dario Franchitti   | Andretti Green Racing    | 4    | 20,601  |
| 8     | Danica Patrick     | Andretti Green Racing    | 5    | 20,643  |
| 9     | Scott Sharp        | Fernández Racing         | 10   | 20,725  |
| 10    | Patrick Carpentier | Cheever Racing           | 17   | 20,966  |
| 11    | Buddy Rice         | Rahal Letterman Racing   | 12   | 20,743  |
| 12    | Bryan Herta        | Andretti Green Racing    | 3    | 20,543  |
| 13    | Kosuke Matsuura    | Fernández Racing         | 16   | 20,929  |
| 14    | Tomas Scheckter    | Panther Racing           | 8    | 20,697  |
| 15    | Roger Yasukawa     | Dreyer & Reinbold Racing | 15   | 20,815  |
| 16    | Scott Dixon        | Chip Ganassi Racing      | 12   | 20,744  |
| 17    | Jimmy Kite         | Hemelgarn Racing         | 21   | 21,410  |
| 18    | Alex Barron        | Cheever Racing           | 20   | 21,276  |
| 19    | Ed Carpenter       | Vision Racing            | 18   | 21,098  |
| 20    | Ryan Briscoe       | Chip Ganassi Racing      | 14   | 20,760  |
| 21    | A.J. Foyt IV       | A.J. Foyt Enterprises    | 19   | 21,187  |
| 22    | Jaques Lazier      | Chip Ganassi Racing      | 22   | -       |